# Jardines del parlamento

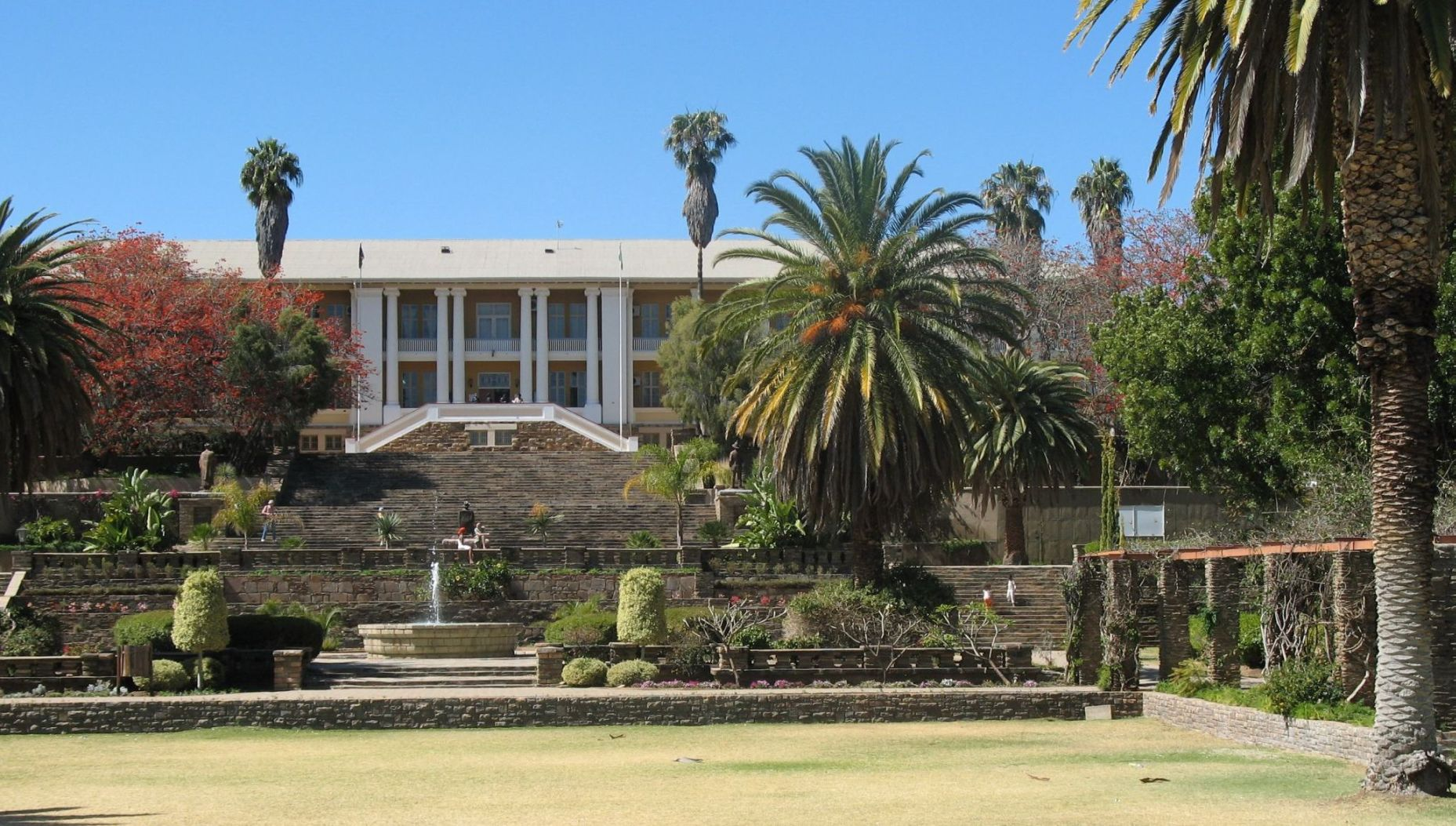
Frente al Tintenpalast

Los Jardines del parlamento es un pequeño parque en el centro de Windhoek, Namibia. Está situado entre el Tintenpalast (el edificio del Parlamento de Namibia) y la  Iglesia de Cristo. Se diseñó en 1932 y se llamó originalmente los jardines del Tintenpalast, adoptando su nombre actual después de la independencia de Namibia en 1990.
Los Jardines del Parlamento contienen el primer monumento de Namibia después de la independencia: una estatua de bronce del jefe Herero Hosea Kutako. Otros dos nacionalistas namibios también son honrados con estatuas de bronce en los jardines: Hendrik Samuel Witbooi y Theophilus Hamutumbangela. Las tres estatuas flanquean los escalones de la entrada principal del Parlamento.
Los jardines solían ser una plantación de olivos, y todavía incluyen un  olivar. También contienen un boliche verde forrado con  buganvillas junto con una casa club de techo de paja. Dos veces al mes los jardines albergan el "Teatro en el Parque", dirigido por el Colegio de las Artes.
En 2016, la apertura del Parlamento de Namibia se celebró en los Jardines del Parlamento debido a la limitación de espacio en el Tintenpalast. Debido a un cambio en la Constitución en 2014, el número de parlamentarios ha aumentado significativamente, por lo que las sesiones conjuntas tienen que celebrarse en otro lugar.
Rough Guides describe los Jardines del Parlamento como "encantadores, sombreados... definitivamente merecen un paseo". Los jardines son "particularmente populares a la hora del almuerzo y los fines de semana, cuando los estudiantes se tumban en el césped mirando sus libros o a los demás". También son un "lugar popular para un picnic a la hora del almuerzo".